# Aristolochia linearifolia
Aristolochia linearifolia är en piprankeväxtart som beskrevs av John Wright och August Heinrich Rudolf Grisebach. Aristolochia linearifolia ingår i släktet piprankor, och familjen piprankeväxter. Inga underarter finns listade i Catalogue of Life.